# Scotties Tournament of Hearts
Scotties Tournament of Hearts (franc. Le Tournoi des Coeurs Scotties) – mistrzostwa Kanady kobiet w curlingu, organizowane przez Kanadyjski Związek Curlingu. Zwycięzca reprezentuje Kanadę na mistrzostwach świata. Od 1986 drużyna mistrzowska z poprzedniego roku gra w następnych mistrzostwach kraju jako „Kanada” (Team Canada) i nie bierze udziału w mistrzostwach prowincji.
W latach 1986–2014 w turnieju brało udział 12 zespołów (Team Canada, mistrzynie 10 prowincji oraz jedna mistrzyni terytoriów), które rozgrywały mecze każdy z każdym. W 2015 na wzór turnieju męskiego dopuszczono reprezentację Northern Ontario. prawo własnej drużyny uzyskały również wszystkie terytoria (Jukon, Terytoria Północno-Zachodnie i Nunavut). W związku z większą liczbą drużyn organizowano turniej kwalifikacyjny, do głównego rywalizacji awansował jeden zespół.
Kolejne zmiany w systemie rozgrywek zaszły w 2018 roku, do turnieju dopuszczono 16 drużyn. Są to mistrzynie prowincji i terytoriów (13), mistrzynie Northern Ontario, obrończynie tytułów mistrzowskim (Team Canada) oraz Dzika karta, którą otrzymuje zwyciężczyni meczu pomiędzy dwiema najwyżej notowanymi w aktualnym rankingu CTRS drużynami, niezakwalifikowanymi na podstawie wcześniejszych zasad. W turnieju drużyny są podzielone na dwie grupy, gdzie rozgrywana jest Round Robin. Cztery najlepsze drużyny z każdej grupy awansują do Championship Pool. Rozgrywają mecze z przeciwniczkami z drugiej grupy, w tabeli zaś uwzględniane są także wyniki wcześniejszej rywalizacji. Do fazy finałowej, rozgrywanej metodą Page’a, kwalifikują się cztery zespoły z najlepszym bilansem z połączonej tabeli Championship Pool.

## Historia
Dużą rolę w kobiecym curlingu odegrał rok 1913, wówczas Związek Curlingu Ontario i Manitoba Bonspiel rozpoczęły organizację turniejów pań. Inne prowincje chciały organizować swoje mistrzostwa kobiet, jednak w wyniku niewielkiego poziomu gry nastąpiło to dopiero w latach 50. XX wieku. W tym czasie organizowano mistrzostwa Kanady Zachodniej (sponsorowane przez Eaton's) jednak w zawodach nie rywalizowały drużyny z prowincji wschodnich. W 1959 przedstawiono pomysł organizacji ogólnokrajowych mistrzostw kobiet.
W 1960 Kanadyjski Związek Curlingu Kobiet wyłonił Diaminion Stores Ltd. jako sponsora na krajowe mistrzostwa. W tym roku odbyły się zawody we wschodniej części kraju, tak by można było zagrać mecz między najlepszymi zespołami wschodu i zachodu. W tym wydarzeniu Ruth Smith i jej zespół z Lacolle (Quebec) zmierzył się z drużyną Joyce McKee (składającej się również z Sylvii Fedoruk, Donny Belding i Muriel Cobing) ze Saskatchewan. Mecz rozegrano w Oshawie, w Ontario, wygrał wówczas zespół Joyce McKee.
W następnym roku turniej został zorganizowany takim samym systemem jak Brier, co zyskało poparcie w Ottawie. Zawody ponownie wygrała Joyce McKee z nowymi zawodniczkami na dwóch pierwszych pozycjach – Barbarą MacNevin i Rosą McFee.
W 1967 władze Dominion Stores nie były w stanie dojść do kompromisu z organizatorami mistrzostw i Kanadyjski Związek Curlingu Kobiet postanowił, że w najbliższym czasie nie będzie stosował sponsoringu. Sylvia Fedoruk po objęciu prezydentury w związku wyszukała na sponsora firmę Macdonald Tobacco Company – tego samego sponsora, co Brier. Od 1972 mistrzostwa nosiły nazwę Macdonald Lassie.
W 1979 w wyniku nacisku antynikotynowej polityki kanadyjskiego rządu, Macdonald Tobacco Company zrezygnowało ze sponsorowania the Brier, jak i mistrzostw kobiet. Kanadyjski Związek Curlingu Kobiet postanowił ponownie samodzielnie zorganizować kolejne zawody. W tym samym roku zorganizowano pierwsze mistrzostwa świata kobiet i mistrzostwa Kanady automatycznie wyznaczały reprezentację tego kraju.
Robin Wilson, członkini mistrzowskiej drużyny z 1979 i była pracowniczka Scott Paper Limited, włożyła wiele wysiłku w przekonanie władz firmy do sponsorowania tego turnieju. W 1982 rozegrano zawody pod nazwą Scott Tournament of Hearts. Pod taką nazwą mistrzostwa odbywają się już od 25 lat. Pierwszą rywalizację wygrała Colleen Jones i na ponowny swój sukces musiała czekać 18 lat, jest jednak najbardziej utytułowaną curlerką – mistrzostwa wygrała 6 razy. Jej osiągnięcie w 2018 roku wyrównała Jennifer Jones.

## Wyniki

### Diamond D Championship
| Rok  | Zwycięzca          | Zwycięzca                                                         |
| Rok  | Prowincja          | Skład drużyny                                                     |
| ---- | ------------------ | ----------------------------------------------------------------- |
| 1961 | Saskatchewan       | Joyce McKee, Sylvia Fedoruk, Barbara MacNevin, Rosa McFee         |
| 1962 | Kolumbia Brytyjska | Ina Hansen, Ada Callas, Isabel Leith, May Shaw                    |
| 1963 | Nowy Brunszwik     | Mabel DeWare, Harriet Stratton, Forbis Stevenson, Marjorie Fraser |
| 1964 | Kolumbia Brytyjska | Ina Hansen, Ada Callas, Isabel Leith, May Shaw                    |
| 1965 | Manitoba           | Peggy Casselman, Val Taylor, Pat MacDonald, Pat Scott             |
| 1966 | Alberta            | Gale Lee, Hazel Jamison, Sharon Harrington, June Coyle            |
| 1967 | Manitoba           | Betty Duguid, Joan Ingram, Larie Bradawaski, Dot Rose             |

### Canadian Ladies Curling Association Championship
| Rok  | Zwycięzca    | Zwycięzca                                                        |
| Rok  | Prowincja    | Skład drużyny                                                    |
| ---- | ------------ | ---------------------------------------------------------------- |
| 1968 | Alberta      | Hazel Jamison, Gale Lee, Jackie Spencer, June Coyle              |
| 1969 | Saskatchewan | Joyce McKee, Vera Pezer, Lenore Morrison, Jennifer Falk          |
| 1970 | Saskatchewan | Dorenda Schoenhals, Cheryl Stirton, Linda Burnham, Joan Anderson |
| 1971 | Saskatchewan | Vera Pezer, Sheila Rowan, Joyce McKee, Lenore Morrison           |

### Macdonald Lassies Championship
| Rok  | Zwycięzca          | Zwycięzca                                                             |
| Rok  | Prowincja          | Skład drużyny                                                         |
| ---- | ------------------ | --------------------------------------------------------------------- |
| 1972 | Saskatchewan       | Vera Pezer, Sheila Rowan, Joyce McKee, Lenore Morrison                |
| 1973 | Saskatchewan       | Vera Pezer, Sheila Rowan, Joyce McKee, Lenore Morrison                |
| 1974 | Saskatchewan       | Emily Farnham, Linda Saunders, Pat McBeath, Donna Collins             |
| 1975 | Quebec             | Lee Tobin, Marilyn McNeil, Michelle Garneau, Laurie Ross              |
| 1976 | Kolumbia Brytyjska | Lindsay Davie, Dawn Knowles, Robin Wilson, Lorraine Bowles            |
| 1977 | Alberta            | Myrna McQuarrie, Rita Tarnava, Barb Davis, Jane Rempel                |
| 1978 | Manitoba           | Cathy Pidzarko, Chris Pidzarko, Iris Armstrong, Patty Vanderkerckhove |
| 1979 | Kolumbia Brytyjska | Lindsay Sparkes, Dawn Knowles, Robin Wilson, Lorraine Bowles          |

### Canadian Ladies Curling Association Championship
| Rok  | Zwycięzca    | Zwycięzca                                                |
| Rok  | Prowincja    | Skład drużyny                                            |
| ---- | ------------ | -------------------------------------------------------- |
| 1980 | Saskatchewan | Marj Mitchell, Nancy Kerr, Shirley McKendry, Wendy Leach |
| 1981 | Alberta      | Susan Seitz, Judy Erickson, Myrna McKay, Betty McCracken |

### Scott Tournament of Hearts
| Rok  | Miasto        | Zwycięzca          | Zwycięzca                                                           | Finalista                  | Finalista                                                                |
| Rok  | Miasto        | Prowincja          | Skład drużyny                                                       | Prowincja                  | Skład drużyny                                                            |
| ---- | ------------- | ------------------ | ------------------------------------------------------------------- | -------------------------- | ------------------------------------------------------------------------ |
| 1982 | Regina        | Nowa Szkocja       | Colleen Jones, Kay Smith, Monica Jones, Barbara Jones-Gordon        | Manitoba                   | Dorothy Rose, Lynne Andrews, Kim Crass, Shannon Burns                    |
| 1983 | Prince George | Nowa Szkocja       | Penny Larocque, Sharon Horne, Cathy Caudle, Pam Sanford             | Alberta                    | Catharine Shaw, Christine Jurgenson, Sandra Rippel, Penny Ryan           |
| 1984 | Charlottetown | Manitoba           | Connie Laliberte, Chris More, Corinne Peters, Janet Arnott          | Nowa Szkocja               | Colleen Jones, Wendy Currie, Monica Jones, Barbara Jones-Gordon          |
| 1985 | Winnipeg      | Kolumbia Brytyjska | Linda Moore, Lindsay Sparkes, Debbie Jones, Laurie Carney           | Nowa Fundlandia i Labrador | Sue Anne Bartlett, Patricia Dwyer, Margaret Knickle, Debra Herbert       |
| 1986 | London        | Ontario            | Marilyn Darte, Kathy McEdwards, Chris Jurgenson, Jan Augustyn       | Kanada                     | Linda Moore, Lindsay Sparkes, Debbie Jones, Laurie Carney                |
| 1987 | Lethbridge    | Kolumbia Brytyjska | Pat Sanders, Louise Herlinveaux, Georgina Hawkes, Deb Massullo      | Manitoba                   | Kathie Ellwood, Cathy Treloar, Laurie Ellwood, Sandra Asham              |
| 1988 | Fredericton   | Ontario            | Heather Houston, Lorraine Lang, Diane Adams, Tracy Kennedy          | Kanada                     | Pat Sanders, Louise Herlinveaux, Georgina Hawkes, Deb Massullo           |
| 1989 | Kelowna       | Kanada             | Heather Houston, Lorraine Lang, Diane Adams, Tracy Kennedy          | Manitoba                   | Chris More, Karen Purdy, Lori Zeller, Kristin Kuruluk                    |
| 1990 | Ottawa        | Ontario            | Alison Goring, Kristin Turcotte, Andrea Lawes, Cheryl McPherson     | Nowa Szkocja               | Heather Rankin, Beth Rankin, Judith Power, Suzanne Green                 |
| 1991 | Saskatoon     | Kolumbia Brytyjska | Julie Sutton, Jodie Sutton, Melissa Soligo, Karri Willms            | Nowy Brunszwik             | Heidi Hanlon, Kathy Floyd, Sheri Stewart, Mary Harding                   |
| 1992 | Halifax       | Manitoba           | Connie Laliberte, Laurie Allen, Cathy Gauthier, Janet Arnott        | Kanada                     | Julie Sutton, Jodi Sutton, Melissa Soligo, Karri Willms                  |
| 1993 | Brandon       | Saskatchewan       | Sandra Peterson, Jan Betker, Joan McCusker, Marcia Gudereit         | Manitoba                   | Maureen Bonar, Lois Fowler, Allyson Bell, Rhonda Fowler                  |
| 1994 | Kitchener     | Kanada             | Sandra Peterson, Jan Betker, Joan McCusker, Marcia Gudereit         | Manitoba                   | Connie Laliberte, Karen Purdy, Cathy Gauthier, Janet Arnott              |
| 1995 | Calgary       | Manitoba           | Connie Laliberte, Cathy Overton, Cathy Gauthier, Janet Arnott       | Alberta                    | Cathy Borst, Maureen Brown, Deanne Shields, Kate Horne                   |
| 1996 | Thunder Bay   | Ontario            | Marilyn Bodogh, Kim Gellard, Corie Beveridge, Jane Hooper Perroud   | Alberta                    | Cheryl Kullman, Karen Ruus, Barb Sherrington, Judy Pendergast            |
| 1997 | Vancouver     | Saskatchewan       | Sandra Schmirler, Jan Betker, Joan McCusker, Marcia Gudereit        | Ontario                    | Alison Goring, Lori Eddy, Kim Moore, Mary Bowman                         |
| 1998 | Regina        | Alberta            | Cathy Borst, Heather Godberson, Brenda Bohmer, Kate Horne           | Ontario                    | Anne Merklinger, Theresa Breen, Patti McKnight, Audrey Frey              |
| 1999 | Charlottetown | Nowa Szkocja       | Colleen Jones, Kim Kelly, Mary-Anne Waye, Nancy Delahunt            | Kanada                     | Cathy Borst, Heather Godberson, Brenda Bohmer, Kate Horne                |
| 2000 | Prince George | Kolumbia Brytyjska | Kelley Law, Julie Skinner, Georgina Wheatcroft, Diane Nelson        | Ontario                    | Anne Merklinger, Theresa Breen, Patti McKnight, Audrey Frey              |
| 2001 | Sudbury       | Nowa Szkocja       | Colleen Jones, Kim Kelly, Mary-Anne Waye, Nancy Delahunt            | Kanada                     | Kelley Law, Julie Skinner, Georgina Wheatcroft, Diane Nelson             |
| 2002 | Brandon       | Kanada             | Colleen Jones, Kim Kelly, Mary-Anne Waye, Nancy Delahunt            | Saskatchewan               | Sherry Anderson, Kim Hodson, Sandra Mulroney, Donna Gignac               |
| 2003 | Kitchener     | Kanada             | Colleen Jones, Kim Kelly, Mary-Anne Waye, Nancy Delahunt            | Nowa Fundlandia i Labrador | Cathy Cunningham, Peg Goss, Kathy Kerr, Heather Martin                   |
| 2004 | Red Deer      | Kanada             | Colleen Jones, Kim Kelly, Mary-Anne Arsenault, Nancy Delahunt       | Quebec                     | Marie-France Larouche, Karo Gagnon, Annie Lemay, Véronique Grégoire      |
| 2005 | St. John’s    | Manitoba           | Jennifer Jones, Cathy Overton-Clapham, Jill Officer, Cathy Gauthier | Ontario                    | Jenn Hanna, Pascale Letendre, Dawn Askin, Stephanie Hanna                |
| 2006 | London        | Kolumbia Brytyjska | Kelly Scott, Jeanna Schraeder, Sasha Carter, Renee Simons           | Kanada                     | Jennifer Jones, Cathy Overton-Clapham, Jill Officer, Georgina Wheatcroft |

### Scotties Tournament of Hearts
| Rok  | Miasto           | Zwycięzca | Zwycięzca                                                                              | Finalista             | Finalista                                                                      |
| Rok  | Miasto           | Prowincja | Skład drużyny                                                                          | Prowincja             | Skład drużyny                                                                  |
| ---- | ---------------- | --------- | -------------------------------------------------------------------------------------- | --------------------- | ------------------------------------------------------------------------------ |
| 2007 | Lethbridge       | Kanada    | Kelly Scott, Jeanna Schraeder, Sasha Carter, Renee Simons                              | Saskatchewan          | Jan Betker, Lana Vey, Nancy Inglis, Marcia Gudereit                            |
| 2008 | Regina           | Manitoba  | Jennifer Jones, Cathy Overton-Clapham, Jill Officer, Dawn Askin                        | Alberta               | Shannon Kleibrink, Amy Nixon, Bronwen Saunders, Chelsey Bell                   |
| 2009 | Victoria         | Kanada    | Jennifer Jones, Cathy Overton-Clapham, Jill Officer, Dawn Askin, Janet Arnott          | Kolumbia Brytyjska    | Marla Mallett, Grace MacInnes, Diane Gushulak, Jacalyn Brown, Ken MacDonald    |
| 2010 | Sault Ste. Marie | Kanada    | Jennifer Jones, Cathy Overton-Clapham, Jill Officer, Dawn Askin, Jennifer Clark-Rouire | Wyspa Księcia Edwarda | Erin Carmody, Geri-Lynn Ramsay, Kathy O’Rourke, Trisha Affleck, Shelly Bradley |

| Rok  | Miasto         | Złoto                                                                                          | Srebro                                                                                            | Brąz                                                                                                |
| ---- | -------------- | ---------------------------------------------------------------------------------------------- | ------------------------------------------------------------------------------------------------- | --------------------------------------------------------------------------------------------------- |
| 2011 | Charlottetown  | Saskatchewan Amber Holland, Kim Schneider, Tammy Schneider, Heather Kalenchuk, Jolene Campbell | Kanada Jennifer Jones, Kaitlyn Lawes, Jill Officer, Dawn Askin, Janet Arnott                      | Nowa Szkocja Heather Smith-Dacey, Danielle Parsons, Blisse Comstock, Teri Lake, Melanie Comstock    |
| 2012 | Red Deer       | Alberta Heather Nedohin, Beth Iskiw, Jessica Mair, Laine Peters, Amy Nixon                     | Kolumbia Brytyjska Kelly Scott, Dailene Sivertson, Sasha Carter, Jacquie Armstrong                | Manitoba Jennifer Jones, Kaitlyn Lawes, Jill Officer, Dawn Askin, Jennifer Clark-Rouire             |
| 2013 | Kingston       | Ontario Rachel Homan, Emma Miskew, Alison Kreviazuk, Lisa Weagle, Stephanie LeDrew             | Manitoba Jennifer Jones, Kaitlyn Lawes, Jill Officer, Dawn Askin, Kristin MacCuish                | Kolumbia Brytyjska Kelly Scott, Jeanna Schraeder, Sasha Carter, Sarah Wazney, Diane Gushulak        |
| 2014 | Montreal       | Kanada Rachel Homan, Emma Miskew, Alison Kreviazuk, Lisa Weagle, Stephanie LeDrew              | Alberta Valerie Sweeting, Joanne Courtney, Dana Ferguson, Rachelle Pidherny, Renée Sonnenberg     | Manitoba Chelsea Carey, Kristy McDonald, Kristen Foster, Lindsay Titheridge, Breanne Meakin         |
| 2015 | Moose Jaw      | Manitoba Jennifer Jones, Kaitlyn Lawes, Jill Officer, Dawn McEwen, Jennifer Clark-Rouire       | Alberta Valerie Sweeting, Lori Olson-Johns, Dana Ferguson, Rachelle Brown, Sarah Wilkes           | Kanada Rachel Homan, Emma Miskew, Alison Kreviazuk, Lisa Weagle, Cheryl Kreviazuk                   |
| 2016 | Grande Prairie | Alberta Chelsea Carey, Amy Nixon, Jocelyn Peterman, Laine Peters, Susan O’Connor               | Northern Ontario Krista McCarville, Kendra Lilly, Ashley Sippala, Sarah Potts, Oye-Sem Won Briand | Kanada Jennifer Jones, Kaitlyn Lawes, Jill Officer, Dawn McEwen, Jennifer Clark-Rouire              |
| 2017 | St. Catharines | Ontario Rachel Homan, Emma Miskew, Joanne Courtney, Lisa Weagle, Cheryl Kreviazuk              | Manitoba Michelle Englot, Kate Cameron, Leslie Wilson, Raunora Westcott, Krysten Karwacki         | Kanada Chelsea Carey, Amy Nixon, Jocelyn Peterman, Laine Peters, Susan O’Connor                     |
| 2018 | Penticton      | Manitoba Jennifer Jones, Shannon Birchard, Jill Officer, Dawn McEwen, Kaitlyn Lawes            | Wildcard Kerri Einarson, Selena Kaatz, Liz Fyfe, Kristin MacCuish                                 | Nowa Szkocja Mary-Anne Arsenault, Christina Black, Jennifer Baxter, Jennifer Crouse, Carole MacLean |
| 2019 | Sydney         | Alberta Chelsea Carey, Sarah Wilkes, Dana Ferguson, Rachelle Brown                             | Ontario Rachel Homan, Emma Miskew, Joanne Courtney, Lisa Weagle                                   | Saskatchewan Robyn Silvernagle, Stefanie Lawton, Jessie Hunkin, Kara Thevenot                       |
| 2020 | Moose Jaw      | Manitoba Kerri Einarson, Val Sweeting, Shannon Birchard, Briane Meilleur                       | Ontario Rachel Homan, Emma Miskew, Joanne Courtney, Lisa Weagle                                   | Wildcard Jennifer Jones, Kaitlyn Lawes, Jocelyn Peterman, Dawn McEwen                               |
| 2021 | Calgary        | Kanada Kerri Einarson, Val Sweeting, Shannon Birchard, Briane Meilleur                         | Ontario Rachel Homan, Emma Miskew, Sarah Wilkes, Joanne Courtney                                  | Alberta Laura Walker, Kate Cameron, Taylor McDonald, Rachelle Brown                                 |
| 2022 | Thunder Bay    | Kanada Kerri Einarson, Val Sweeting, Shannon Birchard, Briane Meilleur                         | Northern Ontario Krista McCarville, Kendra Lilly, Ashley Sippala, Sarah Potts                     | Nowy Brunszwik Andrea Crawford, Sylvie Quillian, Jillian Babin, Katie Forward                       |
| 2023 | Kamloops       | Kanada Kerri Einarson, Val Sweeting, Shannon Birchard, Briane Harris                           | Manitoba Jennifer Jones, Karlee Burgess, Mackenzie Zacharias, Emily Zacharias, Lauren Lenentine   | Northern Ontario Krista McCarville, Kendra Lilly, Ashley Sippala, Sarah Potts                       |
| 2024 | Calgary        | Ontario Rachel Homan, Tracy Fleury, Emma Miskew, Sarah Wilkes                                  | Manitoba Jennifer Jones, Karlee Burgess, Emily Zacharias, Lauren Lenentine                        | Manitoba Kate Cameron, Meghan Walter, Kelsey Rocque, Mackenzie Elias                                |
| 2025 | Thunder Bay    |                                                                                                |                                                                                                   | |
| 2026 | Mississauga    |                                                                                                |                                                                                                   | |